# Ludovico Settala

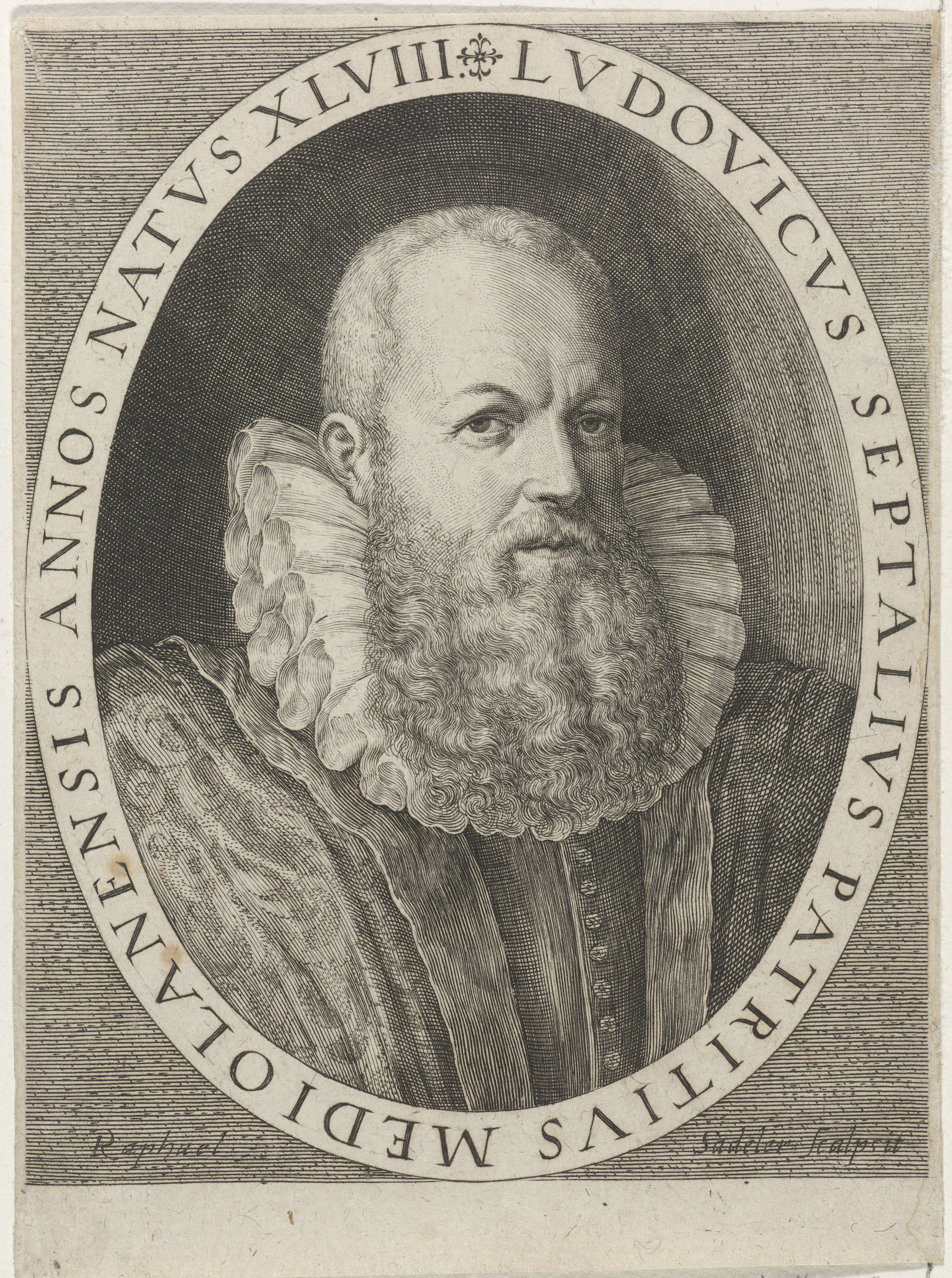
Ludovico Settala mit 48 Jahren (Kupferstich von Raphaël Sadeler d. Ä.)

Ludovico Settala (auch Septalius; * 1550 in Mailand; † 12. September 1633) war Mediziner in Norditalien.

## Leben
Als Sohn des Arztes Francesco Settala und seiner Frau Giulia da Ripa, der Tochter des Juristen Giovanni Francesco da Ripa (auch: Gianfrancesco Riva di San Nazaro, 1480–1535), studierte er an der Universität Pavia Medizin und wurde dort 1573 Professor für den ersten außerordentlichen Lehrstuhl für Medizin in Pavia. Wenig später ging er nach Mailand, gab dort seine Stelle zurück und privatisierte im Jahr 1600. 1628 wurde er Protophysikus in Mailand und starb 1633. Er wird von einigen für den Erfinder des Mikroskops gehalten.
Während der Pestepidemien um 1576 und 1629 in Mailand tat er sich besonders hervor. Alessandro Manzoni erwähnte ihn in I promessi sposi. Dort schreibt er über seinen Sohn, der als Arzt und Mitglied des Senats zusammen mit Alessandro Tadino (1580–1661) vor dem Gesundheitsgericht zur Zeit der Renzo-und-Lucia-Affäre aussagte und dabei berichtet, dass Ludovico Settala als einer der Ersten erkannte, dass die „seltsame Krankheit“, die sich in der Region Lecco ausbreitete, die Pest war.
Settala ist Autor zahlreicher Werke über Medizin, Philosophie, Naturgeschichte, Moral und Politik. Ferner übersetzte er aus dem Lateinischen die 1590 in Köln gedruckten Hippokratischen Schriften De aëribus, aquis et locis und kommentierte sie. Ferner gab er 1630 in sieben Bänden die Animadversionum et cautionum medicarum libri duo heraus, die wenig später von Alessandro Tadino um zwei Bände ergänzt wurden.

## Werke

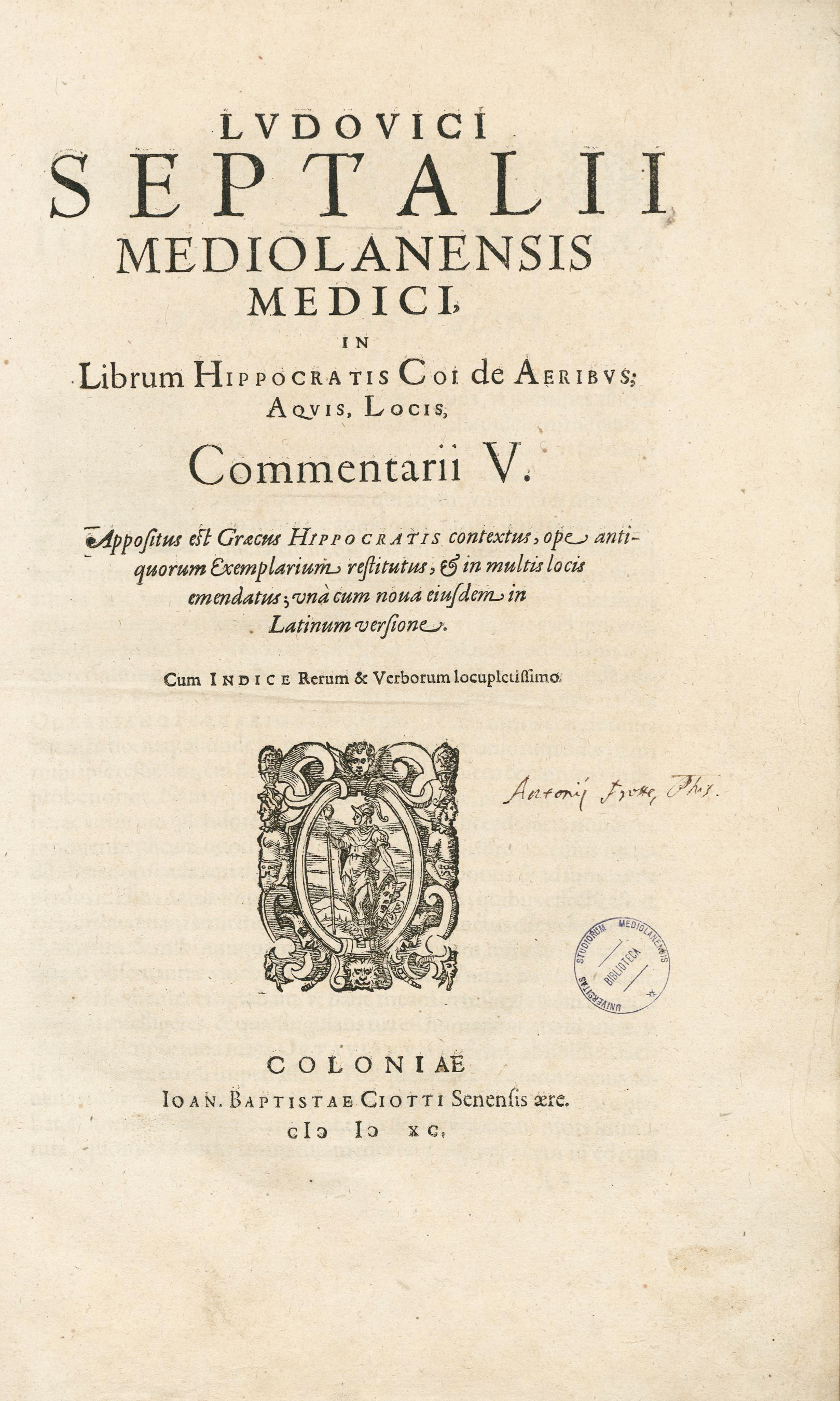
In Librum Hippocratis Coi de aeribus, aquis, locis Commentarii V. Köln. Giovanni Battista Ciotti. 1590.

- Animaduersionum, & cautionum medicarum libri septem. Quorum materiam sequens pagina indicabit, Mediolani: apud Io. Bapt. Bidell., 1614
- De peste, & pestiferis affectibus. Libri quinque., Mediolani: apud Ioannem Baptistam Bidellium, 1622
- De peste et pestiferis affectibus (1622)
- Ludouici Septalij patrici et medici Mediolanensis, De ratione instituendae, & gubernandae familiae. Libri quinque. Senator F. edidit, & Iulio Aresio Senatus Mediolanensis principi dicauit, Mediolani: apud Io. Baptistam Bidellium, 1626
- Della ragion di stato libri sette. Di Lodouico Settala. All’illustrissimo, & eccellentissimo signore Don Emanuelle de Fonseca e Zugniga, Milano: appresso Gio. Battista Bidelli, 1627
- Cura locale de' tumori pestilentiali, che sono il bubone, l’antrace, o carboncolo, & i furoncoli. Contenente tutto quello, che si ha da fare esteriormente nella cura di questi mali. Tolta dal libro della cura della peste. Del signor profisico Lodouico Settala, Milano: per Giouan Battista Bidelli, 1629
- Preseruatione dalla peste scritta dal sig. protomedico Lodouico Settala, Brescia: per Bartholomeo Fontana, 1630
- Antidotario romano latino, et volgare tradotto da Hippolito Cesarelli romano. Con l’aggionta dell’elettione de semplici, e prattica delle compositioni. E di due trattati, vno della teriaca romana, ... l’altro della teriaca egittia. Aggiontoui in questa vltima impressione le auertenze, & osseruationi appartenenti alla compositione de medicamenti del sig. Lodovico Settala, Milano: per Gio. Battista Bidelli, 1635
- Auertenze, et osseruationi appartenenti al curar le ferite, tradotte dall’ottavo libro delle osseruationi del signor Ludouico Settala, da Alessandro Tadino, Milano: per Gio. Pietro Cardi, 1641
- Breue compendio per curare ogni sorte de tumori esterni, & cutanee turpitudini, raccolto dalle osseruationi fisice, & chirurgice nelli vltimi anni fatte dal sig. Lodouico Settala medico collegiato „d’Alessandro Tadino medico collegiato“, Milano: per Lodouico Monza: ad instan. di Altobello Pisani, 1646
- Ludovici Septalii mediolanensis, Opera de ratione familiae cum instituendae, tum gubernandae libri V et De ratione status libris VII, Editio nova, Ulmae: prostat apud Jo. Frid. Gaum, 1755